# Nolberto Solano
Nolberto Albino Solano Todco (Callao, 12 de dezembro de 1974), ou apenas Solano, é um ex-futebolista e treinador de futebol peruano.

## Carreira
Com um preciso e potente chute, Solano (conhecido pela torcida como "Ñol", "Nobby" ou "Maestrito"), revelado nas categorias de base do Alianza Lima, tinha como ponto forte as cobranças de falta. Atuou durante grande parte de sua carreira na Inglaterra, passando por sete clubes do país, com destaque para Newcastle United e Aston Villa. Antes, tinha passado por Sporting Cristal, Deportivo Municipal, Boca Juniors, West Ham, Larissa, Universitario, Leicester City e Hull City. Encerraria sua carreira de jogador em 2012, defendendo o Hartlepool United.

## Seleção
Pela Seleção Peruana, ele atuou durante 15 anos (disputou quatro edições da Copa América), entre 1994 e 2009, sendo um dos jogadores com mais partidas por esta seleção (foram 95 no total, marcando vinte gols[carece de fontes?]) e um dos grandes ídolos futebolísticos do país, juntamente com Teófilo Cubillas, Héctor Chumpitaz, Hugo Sotil, Ramón Mifflin, César Cueto, Gerónimo Barbadillo, Roberto Palacios, os irmãos José e Jorge Soto, Jefferson Farfán, Claudio Pizarro e José Paolo Guerrero.

## Carreira de treinador
No mesmo ano de sua aposentadoria como atleta, "Ñol" faria sua estreia como técnico de clubes em junho, contra o Inti Gas. Contratado para treinar o José Gálvez em abril de 2013, teve seu contrato cancelado em julho.

## Títulos
Sporting Cristal
- Campeonato Peruano: 1991, 1994, 1995, 1996

Deportivo Municipal
- Torneo Intermedio: 1993

Boca Juniors
- Campeonato Argentino: 1998-99 (Apertura), 1998-99 (Clausura)

Newcastle United
- Copa Intertoto da UEFA: 2006

Universitario
- Campeonato Peruano: 2009

Seleção Peruana
- Copa Kirin: 1999, 2005

### Prêmios individuais
- Jogador peruano do ano: 1992
- Equipe Sul-Americana no ano: 1997
- Melhor batedor de faltas do mundo (eleição da FIFA): 2006[1]